# HD 64180
HD 64180 är en vit stjärna i huvudserien i stjärnbilden Akterskeppet.
Stjärnan har visuell magnitud +9,29 och kräver fältkikare eller ett mindre teleskop för att observeras.